# Aiterhofen
Aiterhofen è un comune tedesco di 3 465 abitanti, situato nel land della Baviera gemellato con il comune abruzzese di Montefino fin dal 2 Ottobre 2003.